# Euphorbia edmondii
Euphorbia edmondii es una especie fanerógama perteneciente a la familia de las euforbiáceas.  Es originaria de Libia.

## Taxonomía
Euphorbia edmondii fue descrita por Bénédict Pierre Georges Hochreutiner y publicado en  Annuaire du Conservatoire et Jardin Botaniques de Genève 7–8: 180. 1904.
Etimología
Euphorbia: nombre genérico que deriva del médico griego del rey Juba II de Mauritania (52 a 50 a. C. - 23), Euphorbus, en su honor – o en alusión a su gran vientre –  ya que usaba médicamente Euphorbia resinifera. En 1753 Carlos Linneo asignó el nombre a todo el género.
edmondii: epíteto otorgado en honor del botánico suizo Pierre Edmond Boissier (1818-1885), autor entre otros muchos trabajos de Icones Euphorbiarum.
Sinonimia
- Euphorbia trapezoidalis Boiss.[5][1]